# Primeiro Congresso Brasileiro de Eugenia
O Primeiro Congresso Brasileiro de Eugenia foi um evento eugenista no Brasil que ocorreu entre 30 de junho e 7 de julho de 1929 no Rio de Janeiro.
Fundado por Miguel Couto, o congresso foi presidido por Roquette-Pinto, então diretor do Museu Nacional, e teve como secretário geral o eugenista Renato Kehl. O jornalista Azevedo Amaral também participou do evento, defendendo a política racista de proibição de imigrantes não-brancos no Brasil.
Também participaram do congresso Alfonso Bovero, Benjamin Vinelli Baptista, José Luiz Sayão de Bulhões Carvalho, Antônio Carlos Pacheco e Silva, Jorge de Lima, Joaquim Moreira da Fonseca e Gustavo Kohler Riedel.
No congresso foram apresentados, sobre perspectivas eugenistas e racistas temas como genética mendeliana, grupos sanguíneos, genética de plantas e consanguinidade.
Além de personalidades da eugenia do Brasil, o congresso contou com eugenistas de outros países, como o Chile.